# نبيل حمودة
نبيل حمودة (مواليد 4 يناير 1983 في الأخضرية، الجزائر) لاعب كرة قدم جزائري. يلعب حاليا كلاعب وسط لشبيبة القبايل في الدوري الجزائري.

## مشواره
- 2001-2005 رائد القبة
- 2005-2007 نادي بارادو
- 2007-قبل. شبيبة القبايل

## إنجازات
- فاز بالرابطة الجزائرية المحترفة الأولى مرة مع شبيبة القبائل سنة 2008

## روابط خارجية
- لمحة عن شبيبة القبايل
- الملف الشخصي DZFoot